# Rhachomyces furcatus
Rhachomyces furcatus (Thaxt.) Thaxt. – rodzaj grzybów z rzędu owadorostowców (Laboulbeniaceae). Grzyby mikroskopijne, pasożyty stawonogów, głównie owadów (grzyby entomopatogeniczne).

## Systematyka
Pozycja w klasyfikacji według Index Fungorum: Rhachomyces, Laboulbeniaceae, Laboulbeniales, Laboulbeniomycetidae, Laboulbeniomycetes, Pezizomycotina, Ascomycota, Fungi.
Gatunek ten opisał Ronald Thaxter w 1893 r. nadając mu nazwę Acanthomyces furcatus. Dwa lata później przeniósł go do rodzaju Rhachomyces.

## Charakterystyka
Są obligatoryjnymi pasożytami zewnętrznymi owadów, to znaczy, że nie mogą przetrwać poza nimi i pasożytują na ich zewnętrznej powierzchni ciała. Tworzą mikroskopijną, kilkukomórkową plechę, która tylko stopą wrasta do chitynowego oskórka owadów, cała plecha zaś wystaje ponad oskórkiem. Nie powodują śmierci owadów i zazwyczaj wyrządzają im niewielką szkodę. W Polsce Tomasz Majewski podał występowanie tego gatunku na chrząszczach (Coleoptera) z rodziny kusakowatych (Staphylinidae) należących do gatunków: Othius crassus, Othius lapidicola, Othius myrmecophilus, Othius punctulatus.